# Бути Астрід Ліндгрен
«Бути Астрід Ліндгрен» (швед. Unga Astrid) — біографічна драма про шведську дитячу письменницю Астрід Ліндґрен. Образ письменниці втілила Альба Аугуста. Світова прем'єра стрічки відбулась на Берлінале 21 січня 2018 року.

## Сюжет
Напередодні ювілею шведська письменниця Астрід Ліндґрен переглядає малюнки та вітання прихильників її творчості.
У дитячі роки Астрід Ерікссон відвідувала недільні проповіді з батьками, старшим братом і молодшими сестрами. Під час обіду в церковному братстві батько дізнається про вакансію помічника в місцевій газеті. Астрід з дитинства проявляла творчі здібності. Після зустрічі з редактором Блумбергом дівчина отримує роботу.
У Рейнхольда Блумберга були важкі часи. Вони з дружиною Олівією втратили немовля, після цього жінка почала себе неадекватно поводити, до того ж затіяла шлюборозлучний процес.
Не зважаючи на велику різницю в віці, між Ерікссон і Блумбергом виникають романтичні стосунки. Згодом Астрід завагітніла. Про це дізнаються її батьки. Хоча Рейнхольд бере всю відповідальність на себе, таке положення кидає пляму на сім'ю Ерікссон і в Блумберга можуть виникнути додаткові проблеми при розлученні.
Астрід їде в Стокгольм на курси секретарів. Від подруги вона дізнається про народження в Данії без вказання батьківства. Це стає в нагоді, бо Олівія прагне нашкодити Блумбергу. У Копенгагені Ерікссон народжує хлопчика Ларса. Невдовзі молода мама їде додому, а малюка залишає в прийомній родині. Потайки Рейнхольд зустрічається з Астрід, зізнається у коханні та дарує пальто.
Навесні вперше Астрід навідує Ларса з Рейнхольдом. Шлюборозлучний процес ще тривав, тому дитину не можна було забирати. Врешті-решт Блумберга засуджують за зраду дружині. Він отримує штраф. Чоловік робить пропозицію Астрід, але вона вже не хотіла бути з ним.
Після отримання диплома Ерікссон отримує роботу секретаря в Королівському клубі автомобілістів, де вона привертає увагу Стуре Ліндґрена. Астрід забирає сина. Дитина вередує, не визнає Ерікссон мамою. Хвороба хлопчика впливає на роботу. Стуре відправляє молоду жінку додому та викликає лікаря.
Астрід навідує батьків з хлопчиком. У церкві вона зустрічає очима Блумберга та стримано киває йому.

## У ролях
| Актор            | Роль               |
| ---------------- | ------------------ |
| Альба Аугуст     | Астрід Ліндґрен    |
| Тріне Дюрхольм   | Марія              |
| Марія Бонневі    | Ханна Ерікссон     |
| Генрік Рафаелсен | Рейнхольд Блумберг |
| Магнус Креппер   | Самуель Ерікссон   |
| Бйорн Густафссон | Стуре Ліндґрен     |

## Знімальна група
- Кінорежисер — Пернілла Фішер Крістенсен
- Сценаристи — Кім Фупц Окесон, Пернілла Фішер Крістенсен
- Кінопродюсери — Анна Ентоні, Марія Далін
- Композитор — Ніклас Шмідт
- Кінооператор — Ерік Мольберг Гансен
- Кіномонтаж — Каспер Лейк, Оса Моссберг
- Художник-постановник — Лінда Янсон
- Артдиректори — Сабін Енгельберг, Сандра Ліндґрен
- Художник-декоратор — Катаріна Біркенфелд
- Підбір акторів — Жанетт Клінтберг[4]

## Сприйняття

### Критика
Фільм отримав схвальні відгуки. На сайті Rotten Tomatoes оцінка стрічки становить 96 % на основі 23 відгуків від критиків (середня оцінка 7,2/10). Фільму зарахований «стиглий помідор» від кінокритиків, Internet Movie Database — 7,3/10 (921 голос).

### Номінації та нагороди
| Нагороди та номінації фільму «Бути Астрід Ліндгрен» | Нагороди та номінації фільму «Бути Астрід Ліндгрен» | Нагороди та номінації фільму «Бути Астрід Ліндгрен» | Нагороди та номінації фільму «Бути Астрід Ліндгрен» | Нагороди та номінації фільму «Бути Астрід Ліндгрен» | Нагороди та номінації фільму «Бути Астрід Ліндгрен» |
| Рік                                                 | Кінофестиваль/кінопремія                            | Категорія/нагорода                                  | Номінант                                            | Результат                                           |                                                     |
| --------------------------------------------------- | --------------------------------------------------- | --------------------------------------------------- | --------------------------------------------------- | --------------------------------------------------- | --------------------------------------------------- |
| 2018                                                | Міжнародний кінофестиваль у Чикаго                  | Вибір глядачів                                      | Пернілла Фішер Крістенсен                           | Перемога                                            |                                                     |
| 2018                                                | Кінофестиваль у Мілл-Валлі                          | Нагорода глядачів                                   | Пернілла Фішер Крістенсен                           | Номінація                                           |                                                     |
| 2018                                                | Трансатлантичний кінофестиваль                      | Нагорода дистриб'юторів                             | Пернілла Фішер Крістенсен                           | Перемога                                            |                                                     |
| 2018                                                | Кінофестиваль у Вестеросі                           | Нагорода глядачів року                              | «Бути Астрід Ліндгрен»                              | Перемога                                            |                                                     |